# Bridelia balansae
Bridelia balansae är en emblikaväxtart som beskrevs av William James Tutcher. Bridelia balansae ingår i släktet Bridelia och familjen emblikaväxter. Inga underarter finns listade i Catalogue of Life.